# Ранок (фільм)
«Ранок» — російський художній фільм 2009 року.

## Зміст
Їй подобається читати книги, їсти морозиво, робити записи у своєму блокноті про все, що спадає на думку. Йому подобається гуляти ночами, дивитися на озеро або річку, розмірковувати, яке життя і доля у незнайомих йому людей. Різні, зі своїми інтересами, захопленнями і особливостями, вони одного разу зустрічаються. Чи бувають такі збіги просто так?